# Thoracochaeta cubita
Thoracochaeta cubita är en tvåvingeart som beskrevs av Marshall och Allen L.Norrbom 1985. Thoracochaeta cubita ingår i släktet Thoracochaeta och familjen hoppflugor.
Artens utbredningsområde är Kalifornien. Inga underarter finns listade i Catalogue of Life.